# Maytenus aquifolium
Maytenus aquifolium är en benvedsväxtart som beskrevs av Carl Friedrich Philipp von Martius. Maytenus aquifolium ingår i släktet Maytenus och familjen Celastraceae. Inga underarter finns listade.